# Östhammars församling
Östhammars församling var en församling i Uppsala stift och i Östhammars kommun i Uppsala län. Församlingen uppgick 2006 i Frösåkers församling.

## Administrativ historik
Församlingen bildades 25 mars 1368 genom en utbrytning ur Börstils församling.
Den 1 januari 1992 överfördes ett område med 303 personer till Östhammars församling från Hargs församling. Östhammars församling uppgick den 1 januari 2006 i Frösåkers församling.

### Pastorat
- 25 mars 1368 till 1641: Annexförsamling i pastoratet Börstil och Östhammar.[2]
- 1641 till 1845: Annexförsamling i pastoratet Börstil, Östhammar och Gräsö.[2]
- 1845 till 1 januari 1962: Annexförsamling i pastoratet Börstil och Östhammar.[2]
- 1 januari 1962 till 1 januari 1972: Annexförsamling i pastoratet Börstil, Östhammar och Harg.[2]
- 1 januari 1972 till 1 januari 2006: Moderförsamling i pastoratet Östhammar, Börstil, Harg, Valö och Forsmark.[2]

## Areal
Östhammars församling omfattade den 1 januari 1952 en areal av 1,44 km², varav 1,44 km² land. Efter nymätningar och arealberäkningar färdiga den 1 januari 1955 omfattade församlingen den 1 januari 1961 en areal av 1,55 km², varav 1,55 km² land.

## Kyrkor
- Östhammars kyrka